# Jagt
 For alternative betydninger, se Jagt (flertydig). (Se også artikler, som begynder med Jagt)
Jagt er at indfange og dræbe dyr.
Jagt udøves for:
- At skyde for fornøjelses skyld (sportsjagt).
- At skaffe skind, gevir eller hoved (trofæjagt).
- At skaffe kød (subsistensjagt).[1]
- At udrydde skadedyr (reguleringsjagt). Regulering af vilde dyr udføres for at forebygge sygdomme forårsaget af for høje vildtbestande og indgår i statslig og privat vildtforvaltning.

De jagtbare arter betegnes som vildt. Vildtet kan være pattedyr eller træk- og standfugle. I USA, hvor jagt er udbredt, kaldes vildtet game (fra den oldengelske betydning for "fornøjelse, sport eller lystighed").

## Historie

### Urtid
Den tidlige Homo erectus-slægt (og muligvis allerede australopithecus-arten) har brugt større dyr som føde. Jagt kan have været med til udskiftningen af megafaunaen med mindre planteædere. Af vores nærmeste overlevende slægtninge blandt menneskeaberne er chimpanserne altædende; flokken jager sammen. Derimod spiser bavianerne mere frugt.
Jagt er grundlag for det sidste skridt i etableringen af Homo sapiens (med oprejst gang, fremstilling af stenværktøj og i sidste ende også kontrol af ilden). Og dens succes og samvær som parringsadfærd er afgørende for den adfærdsmæssige modernitet.

### Jægerstenalderen
Med fremkomsten af sprog, kultur og religion blev jagt et tema i eventyr, historier, mytologi og ritualer som dans og dyreofringer.
Jagt var en afgørende del af jæger- og samlersamfundet før tæmning af dyr og dyrkning af jorden, der begyndte for omkring 11.000 år siden. Jagtens effektivitet voksede med udviklingen af buen for omkring 18.000 år siden og tæmningen af hunden for omkring 15.000 år siden. Vi ved fra fund af 16.200 år gamle fossiler, at spyd blev brugt til jagt i Asien. I Nordamerika nedlagde prærieindianerne bisoner
I Danmark begyndte mennesker at gå på jagt for cirka 15.000 år siden. Det var, da isen smeltede bort og gav plads til, at mennesker og andre dyr kunne indvandre. På den tid var landskabet tundralignende og blev efterhånden helt dækket af lysåben skov. De få mennesker, der levede i Danmark, spiste formodentlig en varieret kost bestående af urter, rødder, svampe og fisk. De flyttede fra sted til sted, sandsynligvis bestemt af årstidernes vekslende muligheder for jagt. De bosatte sig især ved bredden af søer og vandløb og langs kysterne. De vigtigste byttedyr var rensdyr, kronvildt, urokse, vildsvin, bæver og fugle.

### Fra bondestenalder til jernalder
Selv efter overgangen til landbrugsssamfund, hvor opdræt af dyr blev den primære kilde til animalsk føde, forblev jagt et betydeligt bidrag til føden: Jagten gav kød, ben til redskaber, sener til reb; pels, fjer og læder til tøj. De tidligste jagtredskaber var sten, klippestykker, slynger, spyd og buer.
På relieffer fra Mesopotamien er kongerne afbildet som løvejægere på stridsvogne. Den kulturelle og psykologiske betydning af jagt i de gamle samfund er vist ved guder: Den hornede Cernunnos og måne- og jagtgudinden (græsk Artemis, romersk som Diana). Den mytologiske forbindelse mellem byttedyr og guddom afspejles i jagt omkring et tempel. Euripides historie om Artemis og Acteon kan ses som en advarsel mod frækt praleri og respektløshed mod gudinden og byttet.

### Middelalder
I lang tid forsøgte kongen at begrænse jagten til ham selv og hans mænd. Straffen for at skyde vildt var hård, og bøndernes hunde kunne få hugget et ben af, så de ikke kunne løbe efter vildtet på kongens jagtrevirer.
I senmiddelalderen forvandlede Danmark sig langsomt til et agerbrugssamfund. De store skove forsvandt i takt med, at landbruget spredte sig. Behovet for byggematerialer til huse, skibe og brændsel betød, at store skovområder blev ryddet. Jagten fortsatte som et supplement til fødegrundlaget og for at skaffe råmaterialer som skind og horn. I vikingetiden og den tidlige middelalder blev skovene betragtet som frie områder, en slags fælleder, alle måtte benytte, og som ingen havde særlig ejendomsret over. Dette satte kirken, stormændene og kongen dog en stopper for. Jydske Lov fra 1241 fastslog, at selv om bønderne ejede skoven, var det kongen, der ejede grunden. I 1537 var det slut med frit at kunne jage. Straffen for at udøve jagt uden ejendomsret til grunden, det vil sige krybskytteri, kunne være fængsel eller hængning.
Straffen udmåltes forskelligt efter stand: En adelsmand, der formastede sig til at jage på den kongelige vildtbane, fik måske fængselsstraf, mens alle andre blev hængt.
Fæstebønder og andre jordejere, der boede inden for vildtbanerne, måtte kun holde én hund, og den skulle have det ene forben hugget af ved knæet.
Bøndernes jagtret var således indskrænket, da jagtretten tilhørte de store jordejerne. Adelen drev jagt på ulve, oddere, råvildt og vildsvin. Falkejagt var en ridderlig form for jagt.

### Kongemagten
Kongemagten har spillet en stor rolle for jagten i Danmark. I en forordning fra 1537 forbeholder kongen fx jagten på harer til adelen. Kong Frederik II (1534-1588) organiserede de største kongelige vildtbaner i Danmark. Med adelen byttede han ejendomsret på jord og bygninger, og da kirkens jord efter reformationen i 1536 tilfaldt kongen, fik han samlet krongodset og skabt store sammenhængende arealer, hvor han havde eneret til jagt. Den Nørrejydske Vildtbane strakte sig fra Horsens til Viborg med Skanderborg som centrum. Her kunne kongen jage vildsvin og ulve.
På kongens jagtrevir nedlagdes dådyr, vildsvin, rådyr, harer, vildænder, snepper, duer, traner, hejrer og gæs.
Nye vildtarter blev indført fra udlandet. Det gjaldt eksempelvis fasanen, som kongen og herremændene i 1562 importerede fra Kina.
På trods af de barske straffe fortsatte bønderne med at betragte skovene som et fælles gode, og kongen tog derfor initiativ til at oprette et forstvæsen med skovridere og dyrevogtere. Disse skulle bekæmpe krybskytteri og ulovlig træhugst. I 1588 var der omkring 30-40 skovfogeder. De blev udtaget blandt bønderne, mens skovridere udvalgtes blandt kongens jagtpersonale eller lavadelen. Jobbet bestod i på hest at patruljere skovene og forfølge almuen, når den stjal træ eller udøvede krybskytteri. Med til jobbet hørte også bekæmpelse af omstrejfende hunde, at holde geder borte fra skovene og sørge for, at skovene blev indhegnet.
Under en rejse til det franske hof havde Christian Den Femte oplevet parforcejagten. Denne pladskrævende jagtform indførte kongen i Danmark i 1670, hvor Dyrehaven i Jægersborg, som allerede var kongelig vildtbane, blev udvidet, ligesom der efter fransk forbillede blev anlagt veje i stjerneformation. Parforcejagten foregik til hest og blev fulgt af hoffets damer fra åbne vogne eller pavilloner. Ofte varede jagten flere timer og foregik på de anlagte stier, hvor hundene forfulgte vildtet, gerne en kronhjort, til det var udmattet og kunne nedlægges af kongen eller en af kongen udpeget jæger. I stedet for at forende dyret med skud, dræbtes det med en langbladet jagtdolk, en såkaldt hirschfänger. Som jagtform var parforcejagten kostbar og afhængig af et stort antal tjenestefolk, hunde, heste og stort terræn. Med parforcejagten overskred man den grænse, hvor hensigten var at skaffe føde: Jagten var blevet en sport. Den sidste kongelige parforcejagt blev gennemført omkring 1777, men i dag lever parforcejagten videre i Hubertusjagten.

### Herregårdsjagten
Jagtretten blev i 1840 ved en forordning knyttet til ejendomsretten. Nu blev det således jordbesiddere – de større og mindre landbrug, godser og herregårde – der rådede over jagten. Jagtformerne ændrede sig markant i takt med landbrugets stadige udbredelse og landboreformerne. Også den begyndende forvandling af landskaberne i Danmark via indvinding og udnyttelse af vild natur til landbrug (se Hedeselskabet) ændrede forudsætningerne for at drive jagt. I slutningen af 1840’erne indførtes "rationel vildtpleje" med opdræt og udsætning af vildt samt systematisk bekæmpelse af rovvildt. Dermed blev en række toprovdyr, som spiller en afgørende rolle i deres økosystem, hårdt trængt eller til og med udryddet. Danmarks sidste ulv blev skudt i 1813 ved Estvadgård nær Skive. Også ørnebestanden blev væsentligt reduceret, og visse arter blev udryddet.
I 1880-1930 var herregårdsjagten toneangivende. Fra at have været kongens privilegium blev jagten nu herremændenes fritidsbeskæftigelse. Den første danske jagtforening, Dansk Jagtforening, blev oprettet på initiativ fra godsejere og andre velhavende jordbesiddere i 1884. Fra Japan indførte man sikavildtet, som dels skulle bruges til jagt, dels som pyntedyr omkring godser og i dyrehaver. Med Lensafløsningen i 1919 måtte godserne afstå en række af deres rettigheder og sælge jord til de bønder, som havde arbejdet på deres marker.

## Jagt blandt urfolk
Jæger-samler-samfund eksisterer endnu i Nord- og Sydamerika, i Afrika syd for Sahara og i dele af Asien. De er dog i hastig tilbagegang. Blandt de folkeslag, der den dag i dag dyrker jagt som i den ældste stenalder, kan nævnes: Ache (Amazonas) Hadza og Khoisan (Centrale og sydlige Afrika), Fauy (Ny Guinea), Mlabri (Thailand og Laos) og Vedda (Sri Lanka).
Jagt er stadig afgørende i ekstreme klimaer, især i egne, der er uegnede til landbrug. Inuitterne i Arktis bruger fældefangst og jager dyr til tøj og føde. Af skind fra havpattedyr laver de kajakker, tøj og fodtøj.

## Våben
I Danmark anvendes fem forskellige jagtvåben: Haglbøsse, jagtriffel, salonriffel, luftgevær og bue. Alle undtagen haglbøssen er præcisionsvåben med ét projektil. Dertil findes en række kombinationsvåben, fx haglbøsse med "drilling" (riffelløb). Omkring 90 % af alt vildt i Danmark nedlægges med haglbøsse.
Bøsser og rifler fungerer ved at antænde en krudtladning i en patron. Krudtets lynhurtige forbrænding udvikler en stor mængde krudtgas. Da gassen er indelukket, opstår et stort tryk, der skubber projektilet ud gennem løbet med stor hastighed. Luftgeværer anvender komprimeret luft til at afskyde projektilet.

### Haglbøsse
Haglbøssen er et glatløbet våben med patroner indeholdende et stort antal runde hagl og anvendes hovedsageligt til vildt i bevægelse. Haglbøsser er ikke præcisionsvåben: I stedet for at sigte som ved riffeljagt, peger man med bøssen. For effektivt at dræbe dyret skydes kun på afstande på 15-30 meter. Jagt med haglbøsse er afhængig af en refleksmæssig og hurtig bevægelse.
Den mest anvendte haglbøsse er dobbeltløbet uden udvendige haner, "hammerless", med slagstykkerne indbygget i låsen. Hanerne spændes, når våbnet åbnes. På hanebøsser sidder de udvendigt. De anvendes sjældent i dag.
Løbene kan ligge ved siden af hinanden (side-by-side) eller oven på hinanden (over-and-under). Løbene fremstilles af stållegeringer, der er en smule elastiske. Samtidig er de meget stærke og tåler op til 1.400 atmosfærers tryk (kg/cm2). Løbene er loddet sammen og normalt forsynet med sigteskinne og et sigtekorn ved mundingen. Overfladen kan være rillet for at modvirke refleksion. Normalt er haglbøsser indskudt fra fabrikken, så sigtelinje og centrum for sværmene af hagl sammenfalder ved en afstand på 35 meter. Udvendigt er løb og sigteskinne blåneret (bruneret) for at modvirke rustangreb og for at forhindre lysreflekser, der kan skræmme vildtet.
De mest almindelige kalibre for jagt i Danmark er 12, 16 og 20. Kaliber 12 er den størst tilladte og mest anvendte. Kaliber 16 ses i ældre kombinationsvåben.
Nogle haglbøsser er knæklåsvåben: De skal åbnes og lukkes for at lades og aflades. Andre er semi-automatiske, så de kan afgive det næste skud uden forudgående manuel bevægelse (som ved repetérvåben). Til jagt med haglvåben er det i Danmark kun lovligt at anvende våben med plads til to patroner. Hvis der er plads til flere, skal kapaciteten begrænses, fx ved at magasinet plomberes.
Haglbøsser findes også i kombination med riffel i et og samme våben. Dette kaldes et kombinationsvåben. Af almindeligt forekommende kombinationsvåben findes haglbøsse med: To haglløb og et riffelløb kaldet en drilling, et haglløb og et riffelløb kaldet en bochbüchsflinte.

### Jagtriffel
Jagtriflen er et præcisionsvåben med riflet løb og anvendes til større vildt på længere afstande. I Danmark er de fleste jagtrifler såkaldte repetérvåben: Man skal udføre en manuel repetitionsbevægelse for at lade geværet. Repetérvåben må indeholde et ubegrænset antal patroner, fordi den manuelle bevægelse begrænser frekvensen i afgivelsen af skud.
Et bundstykke låser løbet eller låsestolen, så patronen fastholdes under det kraftige tryk, der opstår, når patronen affyres.
Jagtrifler er dræbende ud til langt større afstand (op mod fem kilometer), end hvad der er menneskeligt muligt at træffe forsvarligt. Der skal derfor være så kaldt kuglefang (jord, træer eller andet fast) bag det vildt, der skydes.
Salonriflen anvendes på samme måde som jagtriflen, men til mindre vildt og på kortere afstande.

### Andre jagtvåben
Luftbøsser er små, riflede præcisionsvåben uden krudt, der afgiver skuddet ved komprimeret luft, kaliberen skal være mindst 5,5 mm for at være lovligt til jagtbrug. Buer findes som langbue og compound-bue. Armbrøst er ulovlig til jagt i Danmark.

## Jagtformer

### Vente på vildtet (anstandsjagt)
Jægeren kan sidde stille og vente på dyrene, hvilket kaldes anstandsjagt.
Jagt fra kunstige skjul: Klovbærende vildt og ræv må skydes med riflede våben og bue fra permanent konstruktion (skydetårn), når visse betingelser er opfyldt. Skydestiger, der skal være transportable, må også placeres i remiser og læhegn og bevoksninger i samme højde som stigen.

### På fiskeriterritoriet (hav- og strandjagt)
En variant af anstandsjagten foregår på det så kaldte fiskeriterritorium: På havet og langs stranden op til højeste vandlinje (der, hvor tangen lægger sig). Typisk vil man fra en fastforankret flydende pram vente på et fugletræk og så enten ro eller vade ud for at hente det skudte vildt. På fiskeriterritoriet er jagten fri for alle med fast bopæl i Danmark. Man behøver således ikke statsborgerskab for at udøve hav- og strandjagt, men skal blot have gyldigt jagttegn. På fiskeriterritoriet og i de ferske vande må der ikke jages hjortevildt, harer, mufloner og vildsvin. Motorbådsjagt er tilladt, hvis der sejles under 2,7 knob (5 km/t). I visse områder må der ikke drives jagt fra motorbåd.

### Krybskytteri
Ulovlig jagt kaldes krybskytteri. Krybskytten nedlægger eller indfanger dyr på anden persons ejendom uden tilladelse.

### Regulering
Regulering adskiller sig fra almindelig jagt ved specifikt at rette sig mod at nedlægge eller indfange og aflive vilde dyr, der er et problem for mennesker eller det habitat, dyret plager. Det kan være arter, der er udsat, og siden har formået at udfylde en tom plads. Det kan i visse tilfælde medføre betydelige ændringer af økosystemet. Dyrearter, der ikke har forekommet i et område i en vis tid, kaldes ofte for invasive arter og bliver genstand for regulering. På den anden side kaldes arter som fasanen, der i Danmark er indført fra Kina i 1500-tallet, sjældent for invasiv og har regulær jagttid.
Jægere regulerer vildt, når det er til fare for menneskers og dyrs sundhed og er en risiko for luftfartssikkerheden.

#### Lovgivning om regulering
Regulering må kun foretages af personer over 18 år, der har jagttegn. Al regulering skal desuden overholde lov om jagt og vildtforvaltning. Regulering skal ske i henhold til "Bekendtgørelse om vildtskader". Regulering er det samme som nedlæggelse eller ombæring af vildt (§1. stk. 1). Det er altid ejeren af den pågældende ejendom, der beslutter, om der skal gives tilladelse til regulering. Der er krav om, at man senest 4 uger efter reguleringsperiodens udløb indberetter til Naturstyrelsen, hvad og hvor meget man har reguleret. Naturstyrelsen kan desuden forinden stille krav om, at man har forsøgt alternative måder at afværge vildtet på, fx levende hegn eller oppustelige fugleskræmsler. Ved regulering må man, til forskel for almindelige jagt, gerne skyde på arealer under 1 hektar, og så der kommer haglnedfald på anden persons ejendom, have eller gårdsplads (§31).
Fælder må anvendes hele døgnet, men skal dog tilses morgen og aften. Fælder må ikke graves ned og må maksimalt måle 60 x 60 x 250 centimeter. Indgangen for pattedyr må maksimalt være 60 x 60 centimeter. Ældre former for fælder som snarer eller sakse, hvor vildtet kommer til skade, er ulovlige i Danmark.
Uden forudgående tilladelse kan ræv, husmår og ilder reguleres i bebyggelser og i en afstand af 25 meter fra bebyggelse, indhegnede haver og pelsdyrfarme. Det gælder hele året. Muflonvædder, vildsvin og undslupne pelsdyr må reguleres hele året. Er der udarbejdet biotopplan for området, kan der yderligere gives dispensation for regulering med fælder fra 16. til 30. april.

## Brugen af hunde
Med tæmningen af hunde udvikles forskellige former for jagt som sporjagt med hund og rævejagt. Med tiden udvælges forskellige hunderacer som pointer og setter til særlige opgaver under jagten.
Jagt, der afhænger af synet, er rovfuglejagt (primært med falke) og frittejagt. Det er middelalderlige jagtformer.
Selv om forskellige dyr har været brugt til at støtte jægeren, har ingen været så vigtig som hunden. Domesticering af hunden har ført til en symbiose. Hunde bruges i dag til at finde, jage og hente vildt og nogle gange til at dræbe det. Jagthunde forfølger og dræber byttedyr, der ellers ville være vanskelige eller farlige at jage.

## Jagtens etik
Jagt (ikke drab) indebærer at aflive dyr og har været genstand for mange af de etiske overvejelser om grundlaget for vores føde og vores ansvar over for de livsformer, der opretholder vores eget. Selv om der kan være mange grunde til en vegetarisk eller vegansk diæt, fx miljø- eller sundhedsmæssige, er dyrs velbefindende en væsentlig del. En veganer med dyreetisk indstilling kan ikke acceptere behandlingen af fx malkekvæg eller høns, mens vegetaren godt kan leve med det, så længe dyrene får lov til at leve og ikke slås ihjel. I modsætning hertil indebærer en kødbaseret kost, at man kan leve med aflivningen, så længe man ikke selv skal udføre den.

Der findes en alternativ måde at betragte jagtens og medfølelsens dilemma på. Jagt adskiller sig fra andre måder at skaffe føden på, fordi de medfølgende omkostninger, tabet af liv, er åbenlyst. Som Miles Olson i bogen The Compassionate Hunter skriver om drabets etik:
Et bedre spørgsmål kunne være: Findes der nogen livsførelse, der ikke kræver død for at opretholde sig? Findes der virkelig en udvej fra dette dilemma, eller er det faktisk et iboende forhold ved tilværelsen; en uundgåelig, integreret og (nu til dags) skjult del af vores alles selvopretholdelse, som jagt simpelthen konfronterer os med?
At købe et stykke rugbrød lader på den anden side ikke til at have noget at gøre med den slags barske forhold. Olson nævner i forlængelse af dette, hvordan moderne landbrug, som et biprodukt, udslukker en lang række usynlige liv. Mejetærskere alene er ansvarlige for at hakke gnavere, agerhøns, spurve, slanger og andre væsner, der kommer i vejen under høsten, i småstykker. Disse liv er usynlige for mennesker, der ernærer sig gennem en kost fra supermarkedet, og de forsvinder derfor ubemærket.
I Danmark er der udbredt indstilling om, at jagt ikke må reduceres til sport. Hensigten med at nedlægge vildt bør derfor være at anvende det. I forlængelse heraf findes der nogle etiske retningslinjer, som jægere må forvente af hinanden:
- At have godt vildtkendskab og aldrig at skyde til vildt, man ikke ved, hvad er.
- At nedlagt vildt behandles med respekt.
- At man ikke skyder, hvis vildtet er på klos hold, så et træffende skud vil ødelægge kødet.
- Ikke at gå på jagt i perioder eller områder, hvor vildtet er trængt, fx isvintre, indhegnede områder, eller når og hvor vandfugle fælder svingfjer.
- At tage hensyn til bestandenes størrelse og ved tvivl følge forsigtighedsprincippet.
- At behandle vilde dyr og især trækkende arter som et fælles gode.
- At begrænse forstyrrelserne ved jagt, eftersom disse kan betyde mere for bestandens trivsel end antallet af nedlagte dyr. Eksempelvis bør standvildt ikke udsættes for forstyrrende jagtformer (klap- og drivjagt) mere end 3-4 gange pr. sæson.
- At sørge for en balanceret nedskydning af han- og hundyr, samt unge og gamle individer.
- At anvende hensigtmæssige våben og forstå dyrets anatomi.
- At overholde de maksimale skudafstande for haglbøsse til råvildt, som er 20 meter for gæs, 25 meter for ræv og 30 meter for øvrigt vildt.

For en mere udførlig liste, se de jagtetiske regler, udarbejdet af Danmark Jægerforbund i samarbejde med Vildtforvaltningsrådet og Naturstyrelsen: http://naturstyrelsen.dk/naturoplevelser/jagt/om-at-gaa-paa-jagt/jagtetiske-regler/
Selv om dyreetikere ofte betragter al jagt med afsky, er der jagtformer, de især har kritiseret. Fx rævejagt (som Hubertusjagten er et ublodigt eksempel på), forskellige former for opdræt og lejede dagjagter (industrialisering af jagten i form af Put and Take), trofæjagt, sportsjagt, jagt med avancerede våben (automatvåben) eller jagt fra køretøjer. Disse jagtformer krydser grænsen for, hvad der kan opfattes som 'fair'. Kritikken gælder ligeledes jagt på truede dyr samt jagt, som ikke er bæredygtig: Hvor for mange individer skydes, således at bestanden kommer i fare.

## Jagt i Danmark
I Danmark er der 10 jagtbare pattedyrsarter (plus to, der må reguleres, hvis de er til gene). Hertil kommer omkring 35 jagtbare fuglearter. De vigtigste byttedyr er fasaner, rådyr og harer. Man skal have jagttegn for at udøve jagt. Jagttegnet er bevis på, at jægeren har bestået en jagtprøve, og er en forsikring mod ulykker under jagten. De fleste danske jægere er organiseret i Danmarks Jægerforbund, der har udarbejdet jagtetiske regler, som alle jægere bør kende og rette sig efter.
Jagt er en dyr hobby, da jagtlejen er høj. Derfor er der social slagside i adgangen til at gå på jagt. Over 90 % af alle jægere er mænd, men andelen af kvinder har været stigende de seneste 20 år. Jagt er en vigtig indtægtskilde for mange godser. Mange danske jægere går på riffeljagt efter vildsvin og hjortevildt i nabolandene – primært Polen og Sverige.
Som udgangspunkt finder jagten sted mellem solopgang og solnedgang. Ænder og gæs må dog jages fra 1½ time før solopgang til 1½ time efter solnedgang.
Jægerne i Danmark nedlægger godt 2,5 millioner stykker vildt om året.

### Jagtbare dyr
Jagtiden, som er perioden hvor det er tilladt at gå på jagt, varierer fra art til art og fra sted til sted. Der findes både generelle jagttider og lokale jagttider, der fastsættes af Naturstyrelsen. Jagttiderne fremgår af Bekendtgørelse om jagttid for visse pattedyr og fugle m.v..

#### Pattedyr
- Hovdyr (kronhjort, dåhjort, rådyr, sikahjort). Jagten foregår hovedsagelig fra efterår til senvinter.
- Ræv og husmår, fra efterår til senvinter.
- Hare og vildkanin, fra efterår til senvinter (haren kortest tid).

#### Fugle
- Svømmeænder: Gråand, atlingand, krikand, spidsand, pibeand, skeand og knarand. På fiskeriterritoriet desuden hele januar.
- Dykænder: Taffeland, troldand, bjergand, hvinand, havlit, edderfugl (kun hannen, da hunnen er fredet), sortand og fløjlsand.
- Gæs: Grågås, blisgås, kortnæbbet gås, canadagås og sædgås. Fra september til januar. Sædgåsen kun til og med november.
- Hønsefugle: Agerhøne og fasan.
- Vandhøns: Blishøne
- Vadefugle. Stort set alle vadefugle er fredet, men to arter er der jagttid på: Dobbeltbekkasin og skovsneppe.
- Duer: Ringdue og tyrkerdue.
- Kragefugle: Husskade og krage (grå og sort).
- Invasive arter, som Naturstyrelsen ikke mener hører hjemme i Danmarks natur: Nilgås, bisamrotte, sumpbæver, vaskebjørn, mårhund og mink.

#### Vildtregulering
Ud over jagttiderne må en række dyr skydes uden for jagttiden, hvis de volder meget skade, og hvis ingen andre afværgelsesmidler har virket. Det er Naturstyrelsen, der bestemmer, om de vil give tilladelse til regulering. Et antal arter kan dog reguleres hele året uden forudgående tilladelse:
- Husmår og ilder i forsvarlige indhegninger med fjerkræ (hele året).[17]
- Ræv i indhegninger med frilandsgrise og fjerkræ (juni-februar).[18]
- Vildkanin i egne, hvor den anses for at volde skade (hele året).[19]
- Muflonvædder og vildsvin (hele året).[20]
- Undslupne pelsdyr samt nilgås, amerikansk skarveand, bisamrotte, sumpbæver, vaskebjørn, mårhund og mink (hele året).[21]

### Love og bekendtgørelser
Der må ikke drives jagt på eller fra et sammenhængende areal, der er mindre end 1 hektar.
Ved udsætning af vildt skal der søges tilladelse hos Naturstyrelsen. En undtagelse fra reglen er fasaner og agerhøns, hvor der må udsættes op til 100 på ejendomme under 100 hektar og på arealer derover én hønsefugl pr. hektar.
Mindstekrav til ammunition er fastsat i Bekendtgørelse om våben og ammunition, der må anvendes til jagt m.v.
- De store hjortevildtarter (kron-, då- og sikavildt), muflon og vildsvin: Kuglevægt på 9 gram og anslagsenergi E100 mindst 2.700 J, eller 10 gram og anslagsenergi E100 mindst 2.000 J. Kun blødnæsede projektiler.
- Råvildt: 3,2 gram E100 min. 800 J. Kun blødnæset.
- Ræv, gæs, vaskebjørn, mårhund, hare, sumpbæver og skarv: E100 min. 175 J. Fx .17 HMR eller større. Ingen krav til kuglevægt, spidsskarp ammunition må anvendes.
- Husmår, ilder, mink, vildkanin, bisamrotte, hønsefugle, blishøne, ænder og måger: E0 min 150 J. Fx .22 LR eller større. Spidsskarp ammunition må anvendes.
- Duer, kragefugle, vadefugle og stære: V0 mindst 200 m/sek. Hvis drivmidlet er luft, som ved luftbøsse, skal projektilet minimum måle 5,5 mm.

Danmarks Jægerforbund vedtog i 2019 at bly skulle forbydes i ammunition, og det blev indført som dansk lov i 2022 for riffelammunition, gældende fra 1. april 2024.

### Anskydninger af vildt
I 1996 offentliggjorde DMU (Danmarks Miljøundersøgelser) den første rapport om anskydning af vildt. Undersøgelsen viste, at 36 % kortnæbbede gæs (fanget i net) og 34 % af edderfugle (druknet i fiskegarn, skudt med riffel eller døde af sygdom) havde hagl indskudt i kroppen. Siden er andre arter blev omfattet af undersøgelsen, herunder ræv, rådyr, gråand og fasan. Af disse havde mellem 5 og 25 % hagl i kroppen hidrørende fra anskydninger. Levende vildt med indskudte hagl er et dyreværnsmæssigt problem, og jægerne er siden blevet presset til at få anskydningsprocenten ned. Problemet har vist sig primært at hænge sammen med skudafstanden, som derfor kan nedsættes.

### Tidsskrifter
- Wildlife Biology, skandinavisk tidsskrift (engelsksproget).
- Fugle og natur, medlemsblad for Dansk Ornitologisk Forening.
- Faglige rapporter, udgives af DCE (Dansk Center for Miljø og Energi, tidligere DMU, Danmarks Miljøundersøgelser).
- Flora og Fauna, medlemsblad for Naturhistorisk Forening i Jylland.
- Hunden, medlemsblad for Dansk Kennelklub. Specialklubberne har ofte eget medlemsblad.
- Jagt og Natur, uafhængigt jagtblad.
- Jæger, medlemsblad for Danmarks Jægerforbund.
- Natur og Miljø, medlemsblad for Danmarks Naturfredningsforening.
- Jagt og Jægere, medlemsblad for Dansk Land og Strandjagt

### Håndbøger
- Dyrespor. Preben Bang. Gads Forlag. 1995.
- Fuglenes Danmark, om Danmarks ynglefugle optalt 1993-96. Michael B. Grell. Gads Forlag. 1998.
- Håndbog i strand- og havjagt. Kim Worm. Jægernes Bogklub. 1996.
- Jagtsproget. Lisbeth og Gustav Graae. Pinus. 1973.
- Nudansk Jægerlatin. Mathias Vogdrup-Schmidt. Indblik. 2020.
- Jægerens håndbog. Ivan Bjørn-Jensen (redaktør). Clausen Bøger. 1989.
- Nordens Pattedyr. Birger Jensen. Gads Forlag. 1993.
- Nyt Dansk Jagtleksikon i 10 bind. Branner & Korch. 1973-1977.
- Revirpleje. Kristian Raunkjær. Landsjagtforeningens Forlag. 1983.
- Rådyr - vildtet, økologien og jagten. Göran Cederlund og Olof Liberg. Aschehoug og Danmarks Jægerforbund. 1997.
- Strandjæger. Kim Worm. Landsjagtforeningens Forlag. 1983.
- Ænder og andejagt. Henning Kørvel. Clausen Bøger. 1987.
- Danmarks Jagthunde. Mathias Vogdrup-Schmidt. Indblik. 2020.